# 林昌寺 (春日井市外之原町)
林昌寺（りんしょうじ）は、愛知県春日井市外之原町にある臨済宗妙心寺の寺院である。山号は牛臥山（ぎゅうがざん）。

## 縁起
廻間の住人、林昌則は、毎日山に入って、兎や狐などを狩ることを仕事にしていた。ある日いつものように弓矢を持って山深くに入ったが、夜が更けたので帰ることにした。だが、空が暗くなるにつれ、道に迷ってしまった。そこで、夜が明けるのを待って里まで下ろうと月　出を待つうちに寝てしまった。あたりにぱっと光が差したので目を覚ますと、赤い球が近づいてくる。狐か兎の仕業と思い弓矢を打つと光が消えていき、火の玉は、2つに割れた。近づくと黒白の狐が、口に矢を含み何かを言おうとしていた。昌則は、「この狐は臥牛山の主であったか、知らずとはいえ申し訳ないことを」と思い礼拝すると、狐の姿は、消えた。その後に昌則が臥牛山山頂に登るとその東隅に石室があり、そこには稲荷大明神の立像と先程の矢があった。昌則はこれを縁として自ら殺傷を禁じ、愛知郡稲葉村（現在の名古屋市内）龍雲寺住持、實鑑阿闍梨について得度し仏門に入り臥牛山の虎敷（現在の外之原町）に一宇を建て薬師如来を安置した。

## 歴史
『春日井市史』によれば、1490年、観空田公和尚が開山。その後薬師如来を信仰する出川村大工、藤左右衛門より現在の林昌寺の他に二間四面の堂を建設。2世は天台宗密蔵院弟子恵宗が庵主として法燈をつぎ、観空より五世、鉄翁自山首座の代に至り、定光寺要門和尚の道徳に慕い、天台宗より改宗して禅門に属した。 1683年9月本堂庫裡を建設。1906年（明治39年）2月火災にかかり全焼。1915年（大正4年）12月再建。

## 行事
- 1月1日～3日 - お正月檀信徒位牌総祀堂
- 1月7日 - 高蔵福徳神（林昌寺・不動明王祭）・高蔵寺地区十ヶ寺巡り（午後8時～午後4時）
- 1月26日 - 大般若会・厄除け祈祷会
- 2月15日 - 涅槃会
- 3月18日～24日 - 春彼岸
- 3月21日 - 彼岸会総共養会
- 4月8日 - 釈尊降誕会（春まつり）
- 7月1日～31日 - 7月盆棚経
- 8月1日～17日 - 8月盆棚経
- 8月6日 - 大施餓鬼会
- 8月13日～16日 - お盆檀信徒位牌総祀堂
- 9月20日～26日 - 秋彼岸
- 10月5日 - 達磨忌[3]

## 境内

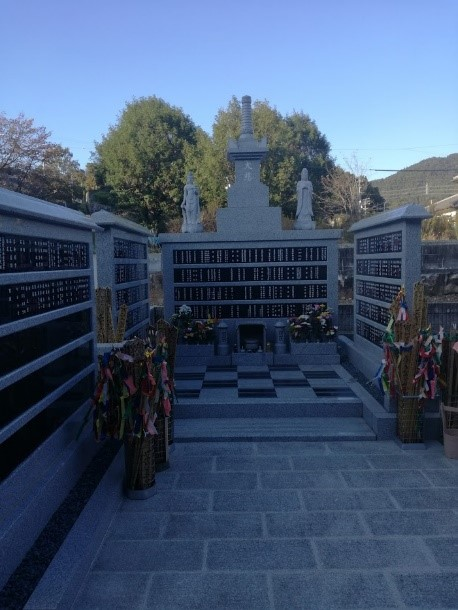
林昌寺の石碑
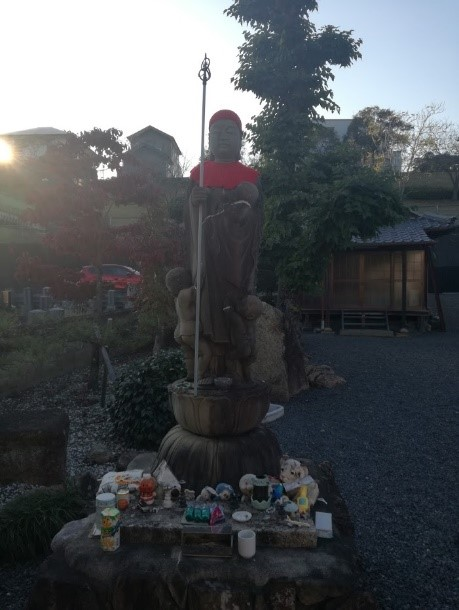
林昌寺の石仏

## 所在地
- 愛知県春日井市外之原町2692

## 交通手段
- JR中央本線の高蔵寺駅下車。
- 高蔵寺駅北口より名鉄バス：石尾台南行（中央台・石尾台経由）のバスに乗車。
  - 「石尾台東」バス停で下車[4]。

## 周辺
- 密蔵院
- 郷土館